# Bruno Dumont
Bruno Dumont (nascut el 14 de març de 1958) és un director de cinema i guionista francès. Fins ara, ha dirigit deu llargmetratges, tots els quals voregen entre el drama realista i l'avantguarda. Les seves pel·lícules han guanyat diversos premis al Festival de Cinema de Canes. Dues de les pel·lícules de Dumont han guanyat el premi Gran Premi (Festival de Canes): L'Humanité (1999) i Flandres (2006). Hadewijch de Dumont va guanyar el Premi de la Crítica Internacional 2009 (Premi FIPRESCI) per a una presentació especial al Festival de cinema de Toronto.

## Vida i carrera
Dumont té coneixements de filosofia grega i alemanya (occidental) i de vídeo corporatiu. Les seves primeres pel·lícules mostren la lletjor de la violència extrema i la provocació de l'comportament sexual, i solen ser classificades com a pel·lícula d'art. Les pel·lícules posteriors aporten girs nous a altres gèneres cinematogràfics com la comèdia o els musicals. A Dumont ha fet les seves pel·lícules com a arts visuals, i normalment utilitza llargues fotografies, primers plans dels cossos de la gent i històries que impliquen emocions extremes. Dumont no escriu guions tradicionals per a les seves pel·lícules. En canvi, escriu novel·les completes que després són la base de la seva realització cinematogràfica.
Dumont és conegut per llançar actors no professionals a les seves pel·lícules. En una entrevista del 2019 per al Criterion Channel, Dumont va explicar: "Si cregués en l'ideal, contractaria actors professionals i els diria:" Actueu així perquè aquesta és la veritat. No crec en l'ideal, contracto actors no professionals...perquè crec que qualsevol és posseïdor de la veritat." Diu que alguns dels seus cineastes preferits són Stanley Kubrick, Ingmar Bergman, Pier Paolo Pasolini, Roberto Rossellini i Abbas Kiarostami. Sovint és considerat un hereu artístic de Robert Bresson.
El seu treball sovint polaritzador s'ha relacionat amb un recent cinéma du corps/corp de cinema francès, que inclou pel·lícules contemporànies de Claire Denis, Marina de Van, Gaspar Noé, Diane Bertrand, i François Ozon, entre d'altres. Segons Tim Palmer, aquesta trajectòria inclou un enfocament en els estats de corporalitat en si mateixos, independentment de l'exposició narrativa o de la psicologia dels personatges. En una línia més pejorativa, James Quandt també ha parlat d'alguns d'aquest grup de cineastes, com l'anomenat Nou extremisme francès.
La seva pel·lícula de 2011 Hors Satan fou estrenada a la secció Un Certain Regard del 64è Festival Internacional de Cinema de Canes. La seva pel·lícula de 2013 Camille Claudel 1915 fou estrenada en competició al 63è Festival Internacional de Cinema de Berlín.
Dumont és ateu.

## Filmografia

### Llargmetratges
- La Vie de Jésus (1997)[11]
- L'Humanité (1999)
- Twentynine Palms (2003)
- Flandres (2006)
- Hadewijch (2009)
- Hors Satan (2011)
- Camille Claudel 1915 (2013)
- P'tit Quinquin (2014)
- L'alta societat (2016)
- Jeannette, l'enfance de Jeanne d'Arc (2017)
- Coincoin et les Z'inhumains (2018)
- Jeanne (2019)[12]
- France (2021)
- L'Empire (2024)

### Curtmetratges
- Paris (1993)
- Li'l Quinquin (1993)
- Marie et Freddy (1994)

## Entrevistes i articles
- Kinok 14 September 2003
- Film de Culte (French)
- Village Voice 30 March 2004
- Cineuropa 23 May 2006
- Fluctuat 1 March 2012 (French)
- Premiere 28 August 2006 (French)[Enllaç no actiu]
- Telerama 2 September 2006 (French)
- DVDrama 24 September 2006 (French)
- Film de Culte September 2006 (French)
- Photos of Bruno Dumont from The San Sebastian Film Festival, October 2009